# سونيت 9
السونيت 9 هي واحدة من السوناتات الـ 154 التي كتبها الكاتب والشاعر الإنجليزي وليم شكسبير.إنها إحدى سونيتات الإنجاب من سلسلة الشاب الفاتن.
ولأن السونيتة 10 تستمر في تطوير موضوع «الكراهية تجاه العالم»، الذي يظهر فجأة في البيت الختامي لهذه السونيتة، يمكن اعتبار السونيتة 9 و10 كلوحة ثنائية الدرفات (ديبتيك) رغم أن الرابط بينهما مختلف عن الترابط الذي نجده في السونيتات 5 و6 أو 15 و16.

## البنية
السونيت 9 تتبع النمط الشكسبيري، الذي يتكون من 14 بيتًا شعريًا، موزعة على ثلاث رباعيات تتبعها خاتمة ثنائية. نظام القافية هو ABAB CDCD EFEF GG. هذه السونيتة مكتوبة في البحر الخماسي اليامبي، الذي يعتمد على تتابع المقاطع الضعيفة والقوية.

## الملخص والتحليل
تطرح السونيت 9 مجددًا قضية ضرورة زواج الشاب الفاتن وإنجابه أطفالاً. يبدأ الشاعر بالتساؤل عما إذا كان السبب في بقاء الشاب أعزب هو خوفه من أن يترك أرملة تبكي عليه إذا توفي («لتذرف أرملة دمعة»). يطلق الشاعر أيضًا تنهيدة بـ«آه»، تعبيرًا عن التفكير قبل البكاء المنتظر. إذا مات الشاب دون أن يترك ذرية، فإن العالم بأسره سيبكي لفقدانه، كما تفعل الزوجة التي فقدت شريك حياتها، وسيصبح العالم أرملته التي تبكي عليه إلى الأبد لأنه لم يترك أي أثر لوجوده.
يؤكد شكسبير أن الشاب يجب أن يترك خلفه طفلاً لأرملته قبل أن يموت، لكي تجد في أبنائها صورة تعزيها بعد رحيله. ثم يتحدث الشاعر بلغة الاقتصاد، قائلاً إن الجمال الذي لا يُستثمر في الإنجاب، ويظل محتجزًا ككنز عقيم («غير مستخدم»)، سيتلاشى ويفنى. وتختتم السونيتة بإعلان لاذع أن الشاب إذا لم يتزوج وينجب، فإنه يفرض على نفسه «عاراً قاتلاً». وبما أن قلبه يخلو من الحب، فهو مثل ناركيسوس، مدان بالانغماس في حب ذاته.